# Reynaldo Rodríguez
Reynaldo "El Chencho" Rodríguez Corrales (Cartagena de Indias, 2 de julio de 1986) es un beisbolista colombiano que ha jugado en diferentes ligas en Colombia, Estados Unidos, México, República Dominicana y Venezuela, se desempeña como primera base.

## Carrera en la MLB

### Yankees de Nueva York (ligas menores)
Rodríguez firmado por la organización de los Yankees, estuvo en las menores por dos años en la Gulf Coast League y Dominican Summer League de temporadas 2006 y 2007. En estas dos temporadas conectó tres cuadrangulares e impulsó 26 carreras para un promedio al bate de .343 en estas sucursales.

### Medias Rojas de Boston (ligas menores)
El 15 de mayo de 2010 es firmado por Boston, en la organización se mantiene jugando en Clase A, Doble y Triple A por tres temporadas. Se declara agente libre el 13 de noviembre de 2012.
Rodríguez promedió .271 con 48 cuadrangulares y 189 impulsadas en estas temporadas en las menores.

### Mellizos de Minnesota (ligas menores)
El 7 de diciembre de 2012 es firmado por los Mellizos a un contrato de liga menor. Desde la temporada 2013 hasta la del 2016 permanece en la organización en las diferentes sucursales.
En total bateó para .252 con 65 cuadrangulares y 221 carreras impulsadas.

## Otras ligas
Reynaldo Rodríguez es uno de los colombianos más destacados en las diferentes ligas en Latinoamérica e independiente.
Rodríguez jugó la temporada 2009 en la liga independiente Golden Baseball League con los Yuma Scorpions, fue nombrado el Novato del Año de la liga y catalogado por la revista Baseball America como el mejor prospecto en ligas independientes.
Fue el Jugados Mas Valioso de la Serie del Caribe 2022 con Caimanes de Barranquilla donde salió campeón.
| Equipo                    | Liga                                   | País                      | Temporada |
| ------------------------- | -------------------------------------- | ------------------------- | --------- |
| Yuma Scorpions            | Golden Baseball League                 | Bandera de Estados Unidos | 2009      |
| Yaquis de Ciudad Obregón  | Liga Mexicana del Pacífico             | Bandera de México         | 2015-16   |
| Águilas del Zulia         | Liga Venezolana de Béisbol Profesional | Bandera de Venezuela      | 2016-17   |
| Bravos de León            | Liga Mexicana de Béisbol               | Bandera de México         | 2017      |
| Águilas del Zulia         | Liga Venezolana de Béisbol Profesional | Bandera de Venezuela      | 2017-18   |
| Winnipeg Goldeyes         | American Association                   | Bandera de Estados Unidos | 2018      |
| Navegantes del Magallanes | Liga Venezolana de Béisbol Profesional | Bandera de Venezuela      | 2018-19   |
| Tigres de Quintana Roo    | Liga Mexicana de Béisbol               | Bandera de México         | 2019      |
| Naranjeros de Hermosillo  | Liga Mexicana del Pacífico             | Bandera de México         | 2019-20   |
| Navegantes del Magallanes | Liga Venezolana de Béisbol Profesional | Bandera de Venezuela      | 2020-21   |
| Tigres de Quintana Roo    | Liga Mexicana de Béisbol               | Bandera de México         | 2021      |
| Yaquis de Ciudad Obregón  | Liga Mexicana del Pacífico             | Bandera de México         | 2021-22   |
| Águilas de Mexicali       | Liga Mexicana del Pacífico             | Bandera de México         | 2021-22   |
| Tigres de Quintana Roo    | Liga Mexicana de Béisbol               | Bandera de México         | 2022      |
| Águilas de Mexicali       | Liga Mexicana del Pacífico             | Bandera de México         | 2022-23   |
| Cañeros de Los Mochis     | Serie del Caribe                       | Bandera de México         | 2023      |
| Águilas de Mexicali       | Liga Mexicana del Pacífico             | Bandera de México         | 2023-24   |
| Tigres de Quintana Roo    | Liga Mexicana de Beisbol               | Bandera de México         | 2023-24   |
| Guerreros de Oaxaca       | Liga Mexicana de Béisbol               | Bandera de México         | 2024-25   |

## Clásico Mundial de Béisbol
Participó con la Selección de béisbol de Colombia en los clasificatorios para el Clásico Mundial de Béisbol 2013 disputando los 3 juegos anotando 1 carreras, 4 hits, 1 doble, 2 carreras impulsadas y un promedio de bateo de .333 AVG sin lograr obtener el cupo a la siguiente ronda. Obtuvo su revancha en los clasificatorios de 2016 donde jugó los 3 juegos anotando 5 carreras, 5 hits, 1 triple, 1 jonrón, 3 carreras impulsadas y un segundo promedio de bateo en su equipo con .417 superado solo por Jesús Valdez, ya en el Clásico Mundial de Béisbol 2017 disputó los tres juegos, anotó 1 carrera, 2 hits, y 1 triple sin lograr alcanzar la siguiente fase con su equipo, pero asegurando su participación directa a la siguiente edición.

## Estadísticas de bateo en Colombia
Estas son las estadísticas de bateo en temporada regular.
En la temporada 2021-22 llegó como refuerzo en el Round Robin para Vaqueros de Montería.
| Año     | Equipo                 | VB   | C   | Hits | HR  | CI  | BA   |
| ------- | ---------------------- | ---- | --- | ---- | --- | --- | ---- |
| 2007-08 | Cardenales de Montería | 169  | 20  | 57   | 1   | 23  | .337 |
| 2008-09 | Leones de Montería     | 172  | 37  | 65   | 4   | 28  | .378 |
| 2009-10 | Leones de Montería     | 178  | 34  | 54   | 6   | 34  | .303 |
| 2011-12 | Leones de Montería     | 129  | 24  | 41   | 3   | 18  | .318 |
| 2012-13 | Leones de Montería     | 115  | 31  | 38   | 11  | 29  | .330 |
| 2013-14 | Leones de Montería     | 143  | 37  | 43   | 12  | 31  | .301 |
| 2014-15 | Leones de Montería     | 139  | 24  | 33   | 8   | 22  | .237 |
| 2015-16 | Leones de Montería     | 51   | 6   | 14   | 0   | 7   | .275 |
| 2016-17 | Leones de Montería     | 13   | 2   | 4    | 0   | 3   | .308 |
| 2017-18 | Leones de Montería     |      |     |      |     |     | .    |
| 2018-19 | Leones de Montería     | 32   | 8   | 10   | 4   | 9   | .313 |
| 2021-22 | Vaqueros de Montería   | N/A  | N/A | N/A  | N/A | N/A | N/A  |
| 2022-23 | Vaqueros de Montería   | 27   | 8   | 8    | 2   | 7   | .296 |
| TOTAL   |                        | 1168 | 231 | 367  | 51  | 211 | .314 |

## Logros
- Liga Colombiana de Béisbol Profesional:
  - Campeón (3) 2014-15, 2016-17 con Leones de Montería, 2022-23 con Vaqueros de Montería
  - Subcampeón (6) 2008-09, 2009-10, 2011-12, 2013-14, 2015-16 con Leones de Montería, 2021-22 con Vaqueros de Montería
  - Jugador más valioso: 2008-09 con Leones de Montería, 2022-23 en la final con Vaqueros de Montería
  - Mejor promedio de bateo: 2008-09 con Leones de Montería .378 AVG
  - Mejor primera base: 2014-15 con Leones de Montería
  - Más jonrones (2): 2012-13, 2013-14 con 11 y 12 (HR) para Leones de Montería
  - Más carreras anotadas: 2013-14 con Leones de Montería 37 (CA)
  - Más dobles: 2008-09 con Leones de Montería 17 (2B)
  - Más bases robadas (2): 2012-13, 2013-14 con 14 y 12 (SB) para Leones de Montería

- Juegos Centroamericanos y del Caribe:
  -  Medalla de bronce: 2018.
- Serie del Caribe
  - Campeón (1) 2022 con Caimanes de Barranquilla
  - Jugador Mas Valioso 2022